# Zhegang (sockenhuvudort i Kina, Jiangxi Sheng, lat 29,35, long 116,73)
Zhegang är en sockenhuvudort i Kina. Den ligger i provinsen Jiangxi, i den sydöstra delen av landet, omkring 110 kilometer nordost om provinshuvudstaden Nanchang. Antalet invånare är 42 228. Befolkningen består av 20 211 kvinnor och 22 017 män. Barn under 15 år utgör 27,0 %, vuxna 15-64 år 65 %, och äldre över 65 år 7,0 %.
Runt Zhegang är det ganska tätbefolkat, med 248 invånare per kvadratkilometer. Närmaste större samhälle är Youdunjie, 9,7 km väster om Zhegang. Trakten runt Zhegang består till största delen av jordbruksmark.
Genomsnittlig årsnederbörd är 2 232 millimeter. Den regnigaste månaden är juni, med i genomsnitt 350 mm nederbörd, och den torraste är oktober, med 55 mm nederbörd.